# Rüschbach (Saane)
Der Rüschbach ist ein etwa 9 Kilometer langer Bach im Kanton Waadt und Kanton Bern, der bei Gsteig bei Gstaad von links in die dort etwa gleich grosse Saane mündet.

## Geographie

### Verlauf
Der Bach beginnt im Kanton Waadt in waldigem Gebiet in der Nähe des Col du Pillon auf etwa 1715 m ü. M. nahe an der Grenze zum Kanton Bern. Den ersten Kilometer fliesst der Bach in südlicher Richtung, wobei ihm kleinere Bäche von links zufliessen. Er erreicht die Passstrasse des Col du Pillon auf etwa 1500 m ü. M. bei Fond des Joux. Hier nimmt er ein paar weitere kleine Bäche auf. Er fliesst nun entlang der Passstrasse in westlicher Richtung, wobei er bereits 0,5 km weiter die Grenze zum Kanton Bern erreicht. Er bildet nun für etwa 1 km die Kantonsgrenze. Weitere Bäche fliessen ihm in dem Bereich beidseitig zu. Er verlässt den Kanton Waadt endgültig auf einer Höhe von 1375 m ü. M. 0,6 km talabwärts nimmt er auf 1320 m ü. M. den von rechts kommenden, deutlich grösseren Oldebach auf. Hier wechselt der Bach die Richtung wiederum und fliesst nun in nordwestlicher Richtung. Ab hier ist das Tal weniger waldig und auch dünn besiedelt. Über die nächsten 2 km nimmt er viele weitere kleine Bäche, vor allem von links auf. Hier nimmt nun die Siedlungsdichte bei Ussers Gründ auf 1240 m ü. M. etwas zu. Weitere 0,8 km talabwärts erreicht er auf 1190 m ü. M. das Dorf Gsteig bei Gstaad. Er durchfliesst das Dorf und erreicht weitere 0,6 km darauf schliesslich die etwa gleich grosse Saane, in die er von links auf 1173 m ü. M. mündet.

### Einzugsgebiet
Das Einzugsgebiet des Rüschbachs hat eine Grösse von etwa 25 km². Der höchste Punkt im Einzugsgebiet ist auf 3061 m ü. M. am Oldehore.